# Camí d'Horus
El camí d'Horus unia l'antic Egipte amb Àsia, portava des de Suez a la ciutat de Rafah, a Gaza. Estava protegit per onze fortaleses construïdes durant la dinastia XVIII i la dinastia XIX, entre el 1560 aC i 1081 aC, que servien tant per a la seva defensa com de llocs de vigilància de la frontera oriental del país. Aquestes fortaleses estaven recolzades per un complex sistema de graners i pous, i se situaven a una jornada de distància un de l'altre, el que permetia a l'exèrcit (o als mercaders) creuar la península del Sinaí de manera segura, i van ser considerats tan importants que es van representar en el temple de Seti I a Karnak (Tebes).
Altres fortins coneguts, pertanyents al camí, van ser les fortaleses de Magdolos (Al-Herr), Sile (Abu Seif) i Gerra (Mahammediya). El camí d'Horus formava el primer tram de la ruta dels filisteus o Via Maris, que unia Memphis amb Damasc, on s'unia al Camí dels Reis.

## Traçat

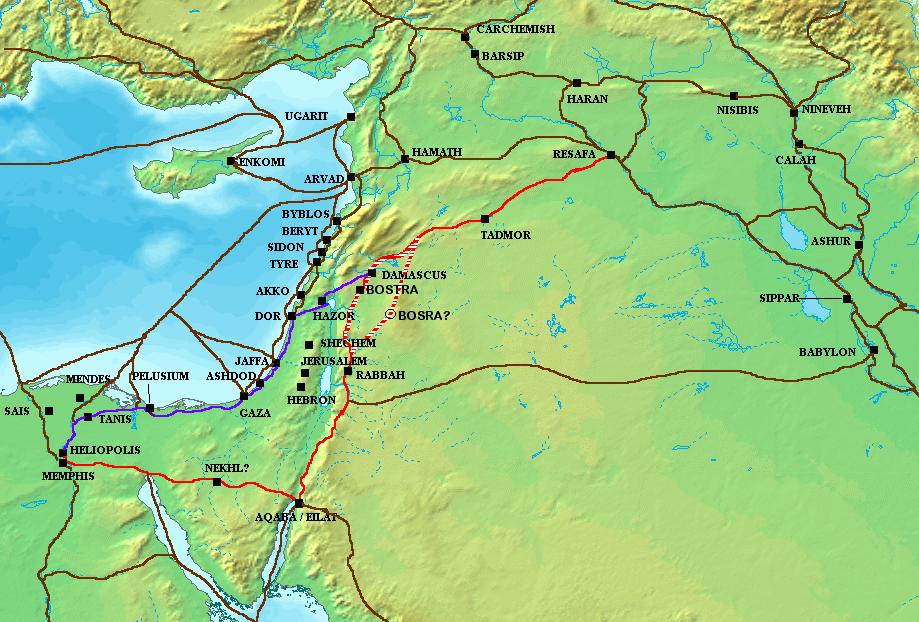
La Via Maris (violeta), el Camí dels Reis (vermell) i altres rutes comercials antigues, c. 1300 aC

El camí d'Horus constava d'onze ciutadelles sobre el mateix camí per defensar Egipte contra possibles atacs des de Síria. Les seves muralles indiquen la importància estratègica i bèl·lica que se'ls va donar, ja que la de cadascuna dels forts mesura al voltant de 185 m de llarg, 4 m d'alt i de 4 a 6 m d'ample. Dins hi havia els allotjaments per a la guàrdia i la resta de dependències. Eren fortaleses de tipus asiàtic, amb nombrosos torrasses. En algunes, el mur exterior forma un pendent que li dona una major resistència a la base, les portes estaven defensades per bastions i podien estar ocultes per un corredor que donava accés a una segona porta.
També hi ha restes de ceràmica pertanyents a l'època dels hicsos, el que significa que aquesta ruta s'utilitzava en totes les èpoques. Quant a la segona fortalesa, s'ha descobert que va ser restaurada durant la conquesta persa, al segle iv aC. La ruta la van fer servir tots els que sortien cap a l'est, com Senusret I (dinastia XII), Amosis de la dinastia XVIII, Ramsès II, etc. Els egipcis tenien l'avantatge de comptar amb el Nil com un mitjà de transport eficaç, i usaven un dels set braços que tenia el riu: el que arribava fins al Sinaí, el braç de Pelúsion.
Les fortaleses van ser construïdes després de l'expulsió dels hicsos, els primers invasors que procedents de Síria escombrar l'exèrcit egipci amb els seus carros cap al 1850 aC, i van governar durant 200 anys en el Delta (dinasties XV XVI), encara que no van poder doblegar l'Alt Egipte (dinastia XVII).
La ruta és esmentada en diversos textos referents a la guerra contra els hicsos que figuren en una estela del temple de Seti I a Karnak, hi ha una descripció de la 'ruta militar Horus' en un text escrit mitjançant un Tuthmosis III i en un papir sobre la guerra del faraó Amosis.
Un ramal d'aquest camí portava a les mines al sud del Sinaí.

## Tell al-Ghab
Tell al-Ghab estava situat al costat d'una llacuna regada pel braç del Nil, a la plana del nord del Sinaí. La seva posició era estratègica: en el límit oriental del Delta, prop del Camí d'Horus i del port de Pelúsion i sobre el cordó litoral que separa els pantans costaners de la llacuna interior.
S'han trobat les restes d'una torre de 500 m² construïda amb tova, que està sent estudiada per la investigadora argentina Perla Fuscaldo. Les primeres construccions que tenien parets de canya, van ser substituïdes per un edifici de tova fet sense fonaments, que comptava amb sis sales (una d'emmagatzematge) i dos forns. En altres àrees s'estan descobrint les restes d'altres edificis, alguns molt posteriors.
Entre les troballes, figuren restes de peix d'aigua dolça, d'aus i bestiar de llana. També pedres de moldre, terrisseria feta amb argila del Nil, una estatueta d'argila que representa un home a cavall, un esmolador de ganivets de pedra tosca, comptes de faiança i os i un collaret fet amb dues fileres de boles d'or d'un mil·límetre de diàmetre.
També s'han trobat objectes importats de Canaan, Síria, Xipre i altres llocs: perfumers i gerretes per ungüents, àmfores per vi i oli, i pesos per balança que apunten a la importància del comerç.

## Al-Farama
Al-Farama, anomenada Pelúsion pels grecs, estava situada a l'extrem del braç pelusíac del Nil, defensant l'extrem oriental del Delta. En èpoques de pau, la ciutat era un focus comercial de gran importància, i amb els ptolemeus es va convertir en el segon port en importància després d'Alexandria, punt de destinació de les rutes de la Mediterrània oriental, que negociaven allà, així de les caravanes procedents de Canaan, les mercaderies continuaven en vaixells fins a les seves diferents destinacions.
Per Heròdot i Estrabó es coneix la seva importància portuària, així com descripcions dels magatzems i duanes i el coneixement de la seva indústria tèxtil i ceràmica, però fins ara només s'han trobat restes de la ciutat romana: una fortalesa, hipòdrom, teatre, banys. De l'anterior ciutat només s'han trobat un mur del port, la necròpolis i restes del port.
La fortalesa actual està construïda sobre les restes d'una incendiada durant la invasió persa, cap al 619 aC Mesura 200 per 400 m, amb parets de fins a 30 m d'ample, i consta de 36 torres, i disposa de tres portes.

## Thar
La primera fortalesa del camí era el castell de Thar (Tell al-Habuwa). Situada a 3 km a l'est del que ara és el canal de Suez ja 6,5 km del litoral mediterrani, Thar era la primera parada de l'exèrcit egipci quan sortia cap a l'est del país, i la més antiga del camí. En les últimes dècades s'han investigat les ruïnes d'aquesta fortalesa, en què un temple descobert a 2001, confirma que el déu Horus era el protector de la regió. També s'han localitzat dues figures d'Horus i una paleta de pedra calcària gravada amb una escena d'un príncep anomenat Nahsi presentar davant el déu Baneb Jed.
Thar està edificada sobre un assentament del temps dels hicsos, el que demostren diversos objectes: un sarcòfag de granit, dues mòmies de dones i terrisseria. Les dues mòmies, una reclinada i la segona amb les mans creuades sobre el pit, estan datades de finals de l'època dels hicsos.
L'alcassaba ocupava una superfície de 150 m², i tenia magatzems i sitges capaços d'albergar tones d'aliments, temples, palaus i quadres, tot envoltat per una muralla de sis metres de gruix i quatre d'alçada. Tot això estava construït amb maons de tova. El fort estava format per quatre torres de planta quadrada i merlets. L'àrea total és d'uns 400 m², amb un petit llac artificial a la zona sud que servia de protecció.
| «                                                                 | Això confirma que la fortalesa va ser el celler central de proveïment de l'exèrcit faraònic encarregat de custodiar la frontera est de Egipte. | » |
| — Zahi Hawass, secretari general del Consell Suprem d'Antiguitats | |   |

Els arqueòlegs egipcis que l'investiguen, han trobat restes de lava a la fortalesa, que es calcula són de l'any 1500 aC, data en què es va produir l'erupció del volcà de Santorini.

## Al-Arish
Al-Arish, la ciutat de les palmes, era la fortalesa oriental del camí. Rica en recursos naturals i d'un gran valor estratègic, va ser el punt de partida de la invasió dels Hicsos, la van ampliar i van mantenir-hi unitats militars, excavant pous i establint mesures de seguretat duanera, mesures relatades per Seti a la sala hipòstila del temple de Karnak.
Al-Arish s'ha mantingut com a porta oriental d'Egipte fins a l'actualitat, excepció feta del període 1956 - 1967, en què va estar sota control israelià.